# Thylacoplethus isaevae
Thylacoplethus isaevae is een krabbezakjessoort uit de familie van de Thompsoniidae. De wetenschappelijke naam van de soort is voor het eerst geldig gepubliceerd in 2004 door Rybakov & Shukalyuk.